# Lancia D20

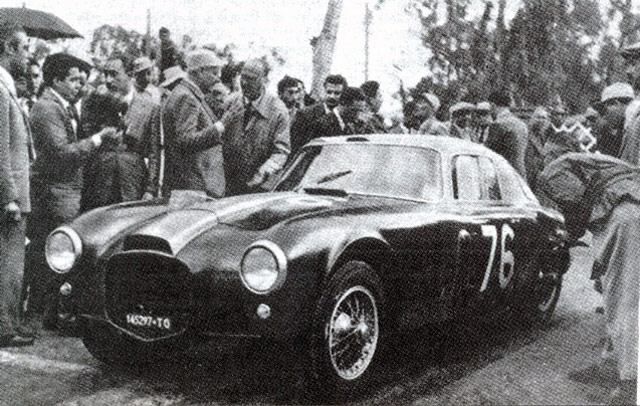
Der Lancia D20 von Umberto Maglioli bei der Targa Florio 1953

Der Lancia D20 war der erste Rennsportwagen, den Lancia Anfang der 1950er-Jahre baute und bei Sportwagenrennen einsetzte.

## Entwicklung und Technik
Der D20 war 1953 der erste der erfolgreichen Lancia-Rennsportwagen. Es folgten der D23 und der D24. Der D20 war ein Coupé mit einem Rohrrahmen, einer Karosserie von Pininfarina und innenliegenden Trommelbremsen. Der Wagen hatte einen 3-Liter-V6-Motor, der 217 PS leistete. Für das 24-Stunden-Rennen von Le Mans wurde die Leistung der Motoren durch ein Roots-Gebläse auf 260 PS gebracht. Größtes Problem für die Piloten waren die hohen Temperaturen im Cockpit, die den Einbau einer Lufthütze am Dach zur Folge hatte.

## Renngeschichte
Bei Lancia wurden sechs Fahrzeuge gebaut, die die Chassisnummern 0001 bis 0006 erhielten. Das Renndebüt gaben die D20 bei der Mille Miglia 1953, wo vier Fahrzeuge am Start waren. Gefahren wurden die Wagen von Clemente Biondetti, Felice Bonetto. Umberto Maglioli und Piero Taruffi. Bonetto wurde Dritter und Biondetti Achter, während Maglioli und Taruffi ausfielen. Der zweite Einsatz erfolgte bei der Targa Florio, die Umberto Maglioli für sich entschied. Es sollte der einzige Rennsieg für ein D20-Coupé bleiben. Beim 24-Stunden-Rennen von Le Mans waren die D20 auf den Geraden zu langsam und schieden außerdem alle vier nach Defekten aus. Den letzten Einsatz hatte der D20 beim 1000-km-Rennen am Nürburgring im August 1953. Das von Giovanni Bracco und Eugenio Castellotti gefahrene Chassis 0001, fiel erneut durch Defekt aus. Nach diesem Rennen wurden die D20 zu Spidern umgebaut und erhielten die Typenbezeichnung D23.